# 니스 소피아 앙티폴리스 대학교
니스 소피아 앙티폴리스 대학교(프랑스어: Université de Nice Sophia-Antipolis)는 프랑스 프로방스알프코트다쥐르 알프마리팀주의 니스, 소피아 앙티폴리스, 빌프랑슈쉬르메르에 있는 국립 대학이다.